# Persone di nome Giuseppe/Avvocati
| Questa pagina contiene informazioni ricavate automaticamente dalle voci biografiche con l'ausilio del template Bio e di un bot. L'aggiornamento è periodico e automatico e ricostruisce completamente la pagina. Se manca una persona in questa lista, sei pregato di non aggiungerla, ma accertati piuttosto che la sua voce biografica contenga il template Bio e che i dati anagrafici siano correttamente compilati. Se il template Bio manca, inseriscilo tu stesso o, in alternativa, metti l'avviso {{tmp\|Bio}} che ne segnala la mancanza. Se i dati riportati sono sbagliati, correggi direttamente la voce biografica; le modifiche saranno visibili in questa lista entro pochi giorni. Per chiarimenti vedi il progetto antroponimi. La lista contiene solo le 86 persone che sono citate nell'enciclopedia e per le quali è stato implementato correttamente il template Bio. Pagina aggiornata al 6 giu 2025. |

Questa è una lista di persone presenti nell'enciclopedia che hanno il nome Giuseppe e sono avvocati.

## A(5)
- Giuseppe Abozzi, avvocato e politico italiano (Sassari, n. 1882 - Sassari, † 1962)
- Giuseppe Airenti, avvocato e politico italiano (Porto Maurizio, n. 1821 - Dolcedo, † 1882)
- Giuseppe Arata, avvocato e politico italiano (Gragnano Trebbiense, n. 1901 - Piacenza, † 1990)
- Giuseppe Astengo, avvocato e politico italiano (Savona, n. 1855 - Savona, † 1936)
- Giuseppe Azzaro, avvocato e politico italiano (Caltagirone, n. 1925 - Roma, † 2022)

## B(6)
- Giuseppe Bellini, avvocato e politico italiano (Meldola, n. 1862 - Forlì, † 1932)
- Giuseppe Beneduce, avvocato e politico italiano (Torre del Greco, n. 1877 - Napoli, † 1942)
- Giuseppe Maria Bonomi, avvocato e storico italiano (Milano, n. 1826 - Bergamo, † 1893)
- Giuseppe Botterini de Pelosi, avvocato e politico italiano (Sondrio, n. 1853 - Castione Andevenno, † 1927)
- Giuseppe Bruccoleri, avvocato, giornalista e scrittore italiano (Favara, n. 1875 - Ginevra, † 1937)
- Giuseppe Brusasca, avvocato e politico italiano (Gabiano, n. 1900 - Milano, † 1994)

## C(11)
- Giuseppe Cadenazzi, avvocato e politico italiano (Mantova, n. 1840 - Castel d'Ario, † 1914)
- Giuseppe Candela, avvocato e politico italiano (Messina, n. 1894 - † 1951)
- Giuseppe Canepa, avvocato e politico italiano (Diano Marina, n. 1865 - Roma, † 1948)
- Giuseppe Capruzzi, avvocato e politico italiano (Bitonto, n. 1847 - Bari, † 1912)
- Giuseppe Carratelli, avvocato e politico italiano (Cosenza, n. 1932 - Cosenza, † 2021)
- Giuseppe Cencelli, avvocato e politico italiano (Fabrica di Roma, n. 1819 - Roma, † 1899)
- Giuseppe Raffaello Cerrai, avvocato e politico italiano (n. 1867 - † 1947)
- Giuseppe Cornalba, avvocato e politico italiano (San Martino in Strada, n. 1852 - Lodi, † 1917)
- Giuseppe Cornero, avvocato e prefetto italiano (Alessandria, n. 1812 - Rocca d'Arazzo, † 1895)
- Giuseppe Corrà, avvocato e alpinista italiano (n. 1860 - Aiguille de la Grande Sassière, † 1896)
- Giuseppe Cuzzi, avvocato e politico italiano (Suna, n. 1839 - Pallanza, † 1923)

## D(5)
- Giuseppe D'Andrea, avvocato e politico italiano (Cerreto Sannita, n. 1849 - Cerreto Sannita, † 1934)
- Giuseppe Depanis, avvocato e critico musicale italiano (Torino, n. 1853 - Torino, † 1942)
- Domenico Donna, avvocato e calciatore italiano (Torino, n. 1883 - Aosta, † 1961)
- Giuseppe de Lieto, avvocato e politico italiano (Aversa, n. 1869 - Aversa, † 1910)
- Giuseppe Aurelio di Gennaro, avvocato, giurista e poeta italiano (Napoli, n. 1701 - Napoli, † 1761)

## F(7)
- Giuseppe Fanfani, avvocato e politico italiano (Sansepolcro, n. 1947)
- Giuseppe Faravelli, avvocato, giornalista e politico italiano (Broni, n. 1896 - Milano, † 1974)
- Giuseppe Fasoli, avvocato e politico italiano (Atina, n. 1919 - La Spezia, † 2013)
- Giuseppe Fornaciari, avvocato e politico italiano (Reggio nell'Emilia, n. 1836 - Reggio nell'Emilia, † 1896)
- Giuseppe Frascara, avvocato, imprenditore e politico italiano (Alessandria, n. 1858 - Sezzadio, † 1925)
- Giuseppe Frigo, avvocato e giurista italiano (Brescia, n. 1935 - Brescia, † 2019)
- Giuseppe Fusco, avvocato e politico italiano (Formicola, n. 1885 - Santa Maria Capua Vetere, † 1957)

## G(5)
- Giuseppe Gambini, avvocato e politico italiano (n. 1848 - † 1922)
- Giuseppe Giordano Apostoli, avvocato, funzionario e politico italiano (Sassari, n. 1838 - Roma, † 1927)
- Giuseppe Gramegna, avvocato, politico e antifascista italiano (Ruvo di Puglia, n. 1898 - Roma, † 1986)
- Giuseppe Greco, avvocato e giurista italiano (Rossano, n. 1902 - Rossano, † 1968)
- Giuseppe Grosso Cacopardo, avvocato, storico e letterato italiano (Messina, n. 1789 - Messina, † 1858)

## I(1)
- Giuseppe Imperatrice, avvocato, magistrato e politico italiano (Napoli, n. 1832 - Napoli, † 1904)

## L(5)
- Giuseppe La Franca, avvocato italiano (Partinico, n. 1926 - Monreale, † 1997)
- Giuseppe Lanzara, avvocato e politico italiano (Castel San Giorgio, n. 1836 - Sarno, † 1907)
- Giuseppe Leone, avvocato e politico italiano (Napoli, n. 1864 - Napoli, † 1933)
- Giuseppe Lepori, avvocato, politico e giornalista svizzero (Massagno, n. 1902 - Seravezza, † 1968)
- Giuseppe Lunati, avvocato, magistrato e politico italiano (Roma, n. 1800 - Roma, † 1878)

## M(10)
- Giuseppe Mantellini, avvocato e politico italiano (Firenze, n. 1816 - Roma, † 1885)
- Giuseppe Marcora, avvocato, politico e patriota italiano (Milano, n. 1841 - Milano, † 1927)
- Giuseppe Marocco, avvocato italiano (Milano, n. 1773 - † 1829)
- Giuseppe Maselli-Campagna, avvocato, storico e bibliotecario italiano (Acquaviva delle Fonti, n. 1860 - Bari, † 1932)
- Giuseppe Mischi, avvocato, docente e politico italiano (Piacenza, n. 1817 - Piacenza, † 1896)
- Saverio Morelli, avvocato italiano (Torino, n. 1761 - Torino, † 1829)
- Giuseppe Morro, avvocato e politico italiano (Genova, n. 1806 - † 1875)
- Giuseppe Motta, avvocato, politico e notaio svizzero (Airolo, n. 1871 - Berna, † 1940)
- Giuseppe Muscat Azzopardi, avvocato, scrittore e linguista maltese (Curmi, n. 1853 - La Valletta, † 1927)
- Giuseppe Mussari, avvocato e banchiere italiano (Catanzaro, n. 1962)

## O(1)
- Giuseppe Emanuele Ortolani, avvocato e letterato italiano (Cefalù, n. 1758 - Palermo, † 1828)

## P(9)
- Giuseppe Panattoni, avvocato e politico italiano (Lari, n. 1802 - Firenze, † 1874)
- Giuseppe Paratore, avvocato e politico italiano (Palermo, n. 1876 - Roma, † 1967)
- Giuseppe Pennisi di Santa Margherita, avvocato e politico italiano (Acireale, n. 1880 - † 1965)
- Giuseppe Piacentini, avvocato e politico italiano (Collevecchio, n. 1803 - Roma, † 1877)
- Giuseppe Pica, avvocato e politico italiano (L'Aquila, n. 1813 - Napoli, † 1887)
- Giuseppe Pilla, avvocato e patriota italiano (Conegliano, n. 1822 - Conegliano, † 1879)
- Giuseppe Polignani, avvocato italiano (n. 1822 - † 1882)
- Giuseppe Prisco, avvocato e dirigente sportivo italiano (Milano, n. 1921 - Milano, † 2001)
- Giuseppe Puglisi-Alibrandi, avvocato italiano (Roma, n. 1966)

## R(7)
- Giuseppe Raffaelli, avvocato e giurista italiano (Catanzaro, n. 1750 - Napoli, † 1826)
- Giuseppe Re David, avvocato e politico italiano (Bari, n. 1852 - Bari, † 1913)
- Giuseppe Reina, avvocato e politico italiano (Casteltermini, n. 1928 - Casteltermini, † 2010)
- Giuseppe Romualdi, avvocato, commediografo e politico italiano (Notaresco, n. 1877 - Santa Marinella, † 1943)
- Giuseppe Antonio Rossi, avvocato e politico italiano (Catanzaro, n. 1818 - Catanzaro, † 1910)
- Giuseppe Rotelli, avvocato, dirigente pubblico e imprenditore italiano (Pavia, n. 1945 - San Donato Milanese, † 2013)
- Giuseppe Rubino, avvocato e politico italiano (Salemi, n. 1887 - Trapani, † 1964)

## S(7)
- Giuseppe Sagarriga Visconti, avvocato, imprenditore e politico italiano (Bari, n. 1826 - Bari, † 1897)
- Giuseppe Sapienza, avvocato, sindacalista e politico italiano (Catania, n. 1884 - Palermo, † 1949)
- Giuseppe Saracco, avvocato e politico italiano (Bistagno, n. 1821 - Bistagno, † 1907)
- Giuseppe Sbaraglini, avvocato, politico e antifascista italiano (Perugia, n. 1870 - Assisi, † 1947)
- Giuseppe Simili, avvocato e giornalista italiano (Mineo, n. 1865 - Catania, † 1920)
- Giuseppe Solimbergo, avvocato, politico e diplomatico italiano (Rivignano, n. 1846 - Roma, † 1922)
- Giuseppe Sotgiu, avvocato, giurista e politico italiano (Olbia, n. 1902 - Roma, † 1980)

## T(4)
- Giuseppe Tardio, avvocato italiano (Piaggine, n. 1834 - Favignana, † 1890)
- Giuseppe Taurino, avvocato e politico italiano (Lecce, n. 1964)
- Giuseppe Tommasi, avvocato e politico italiano (Verona, n. 1905 - Verona, † 1995)
- Giuseppe Tovini, avvocato, politico e banchiere italiano (Cividate Camuno, n. 1841 - Brescia, † 1897)

## V(3)
- Giuseppe Valentino, avvocato e politico italiano (Reggio Calabria, n. 1945)
- Peppino Vallone, avvocato e politico italiano (Petilia Policastro, n. 1949)
- Giuseppe Vigne di Saint-André, avvocato italiano (Torino, † 1810)